# 오응웅
오응웅(吳應熊, 1640년경 ~ 1675년)은 청나라 초기의 신료로 명나라 말의 유명 무장 오삼계(吳三桂)의 아들이다. 1644년 아버지가 화석평서친왕에 봉해지자 평서왕세자에 책봉되었다. 이후 오세번에 의해 태종(太宗) 효공황제(孝恭皇帝)로 추존되었다.
1653년 효장태후의 주선으로 홍타이지의 막내딸 화석건녕공주(和碩建寧公主)와 혼인하였다. 오응웅은 부마의 신분으로 조정에 진출하였으나, 실은 조정이 오삼계를 견제하기 위한 인질이었다.
비록 인질이었으나 벼슬은 매우 높았고 많은 신료들은 그에게 뇌물을 주며 아버지 평서왕 오삼계에게 잘 말해달라 부탁하기도 하였다. 1673년 아버지 오삼계가 주도한 삼번의 난이 일어나자, 납란명주의 건의로 오응웅과 아들 오세림은 하옥되었다. 1675년에 강희제는 오응웅과 아들 오세림(吳世霖)을 교수형시켰다. 1678년 다른 아들 오세번이 오주의 황제로 즉위하면서 효공황제(孝恭皇帝)로 추존되었다.

## 같이 보기
- 오삼계
- 오세번
- 오세림

## 참고 문헌
- 청사고

## 둘러보기
1. ↑  《平吴录》：“桂自僭位后，形容憔悴，八月十八日遂死。胡国柱等以棉裹尸，潜载至常德敛之。方献廷解职，送殡云南，衡州军民七日后方知桂死。郭壮图拥其孙世璠袭伪位于云南，上桂伪号太祖高皇帝、吴應熊孝恭皇帝。”